# 2007 no desporto

## Agenda
- 6 a 21 de janeiro - Rali Dakar de Portugal até o Senegal
- 6 a 25 de janeiro - Copa São Paulo de Futebol Júnior
- 13 de janeiro a 11 de abril - Campeonato Pernambucano de futebol
- 15 a 28 de janeiro - Aberto da Austrália de tênis
- 17 de janeiro a 6 de maio - Campeonato Catarinense de futebol.
- 17 de janeiro a 6 de maio - Campeonato Paulista de futebol.
- 20 de janeiro a 6 de maio - Campeonato Gaúcho de futebol.
- 21 de janeiro a 6 de maio - Campeonato Mineiro de futebol
- 4 de fevereiro - Super Bowl, final do Futebol Americano em Miami
- 13 de fevereiro a 20 de junho - Taça Libertadores da América
- 14 de fevereiro a 6 de junho - Copa do Brasil de futebol
- 18 de fevereiro - Daytona 500
- 10 de março - Abertura da Temporada de Moto GP
- 17 de março - Abertura da Temporada de Fórmula 1
- 3 a 8 de abril - Copa Intercontinental de Futsal
- 5 a 8 de abril - Masters de golfe
- 22 de abril - Início da Stock Car Brasil
- 5 de maio - Kentucky Derby de turfe
- 12 de maio - Início do Campeonato Brasileiro de futebol
- 16 de maio - Final da Copa Uefa
- 23 de maio - Final da Liga dos Campeões da UEFA
- 25 de maio a 1 de julho - Liga Mundial de Voleibol
- 31 de maio e 7 de junho - Recopa Sul-Americana
- 27 de maio a 10 de junho - Torneio Roland Garros de tênis
- 6 a 24 de junho - Copa Ouro da CONCACAF de futebol
- 7 de junho - Início das finais da NBA
- 11 a 17 de junho - U.S. Open Championship de golfe
- 16 e 17 de junho - 24 Horas de Le Mans
- 26 de junho a 15 de julho - Copa América de futebol
- 23 de junho a 4 de julho - Regata America's Cup
- 25 de junho a 8 de julho - Torneio de Wimbledon de tênis
- 7 a 15 de julho - Copa do Mundo de Futebol Americano
- 7 a 29 de julho - Volta da França de ciclismo
- 13 a 29 de julho - Jogos Panamericanos do Rio de Janeiro
- 16 a 22 de julho - British Open de golfe
- 6 a 12 de agosto - PGA Championship de golfe
- 12 de agosto a 19 de agosto - Jogos Parapan-americanos de 2007 na cidade do Rio de Janeiro
- 24 de agosto a 2 de setembro - Campeonato Mundial de Atletismo em Osaka
- 27 de agosto a 9 de setembro - US Open de tênis
- 31 de agosto - Supercopa da UEFA
- 7 de setembro a 20 de outubro - Copa do Mundo de Rugby
- 10 a 30 de setembro - Copa do mundo de futebol feminino na China
- 18 de setembro - Início da Liga dos Campeões da UEFA de 2007-08
- 23 a 31 de outubro - World Series, finais da MLB
- 7 a 16 de dezembro - Campeonato Mundial de Clubes da FIFA
- 31 de dezembro - Corrida de São Silvestre

## Eventos

### Automobilismo
- 30 de Outubro - O piloto Satoru Nakajima encerra a carreira.

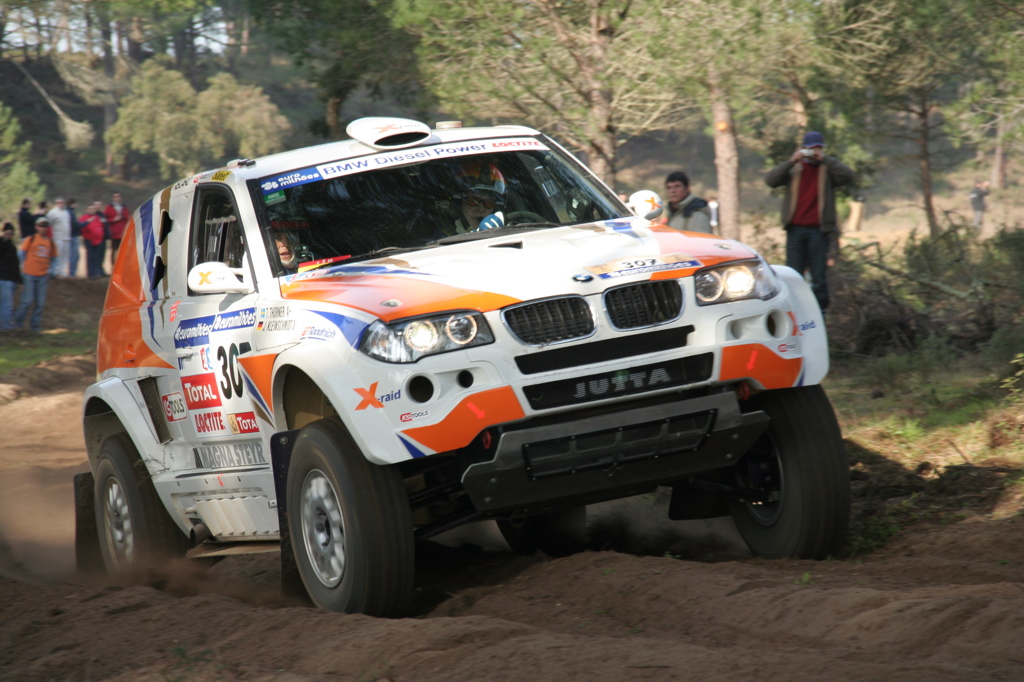
A alemã Jutta Kleinschmidt durante o Lisboa-Dakar 2007.

#### Rali Dakar
6 a 21 de Janeiro - Portugal até Senegal
|           | campeão              | tempo      |
| Carros    | Stephane Peterhansel | 45h53min37 |
| Motos     | Cyril Després        | 51h25min49 |
| Caminhões | Hans Stacey          | 54h03min05 |

#### Daytona 500
18 de Fevereiro
|   | piloto        | carro | marca     | grid |
| 1 | Kevin Harvick | 29    | Chevrolet | 34   |
| 2 | Mark Martin   | 01    | Chevrolet | 26   |
| 3 | Jeff Burton   | 31    | Chevrolet | 07   |

#### 500 Milhas de Indianápolis
27 de Maio - Indianápolis
|   | piloto            | equipe         | voltas | grid |
| 1 | Dario Franchitti  | Andretti Green | 166    | 3    |
| 2 | Scott Dixon       | Chip Ganassi   | 166    | 4    |
| 3 | Hélio Castroneves | Team Penske    | 166    | 1    |

#### Fórmula 1
|   | piloto          | equipe  |
| 1 | Kimi Räikkönen  | Ferrari |
| 2 | Lewis Hamilton  | McLaren |
| 3 | Fernando Alonso | McLaren |

#### IRL
|   | piloto           | equipe         | pontos |
| 1 | Dario Franchitti | Andretti-Green | 637    |
| 2 | Scott Dixon      | Chip Ganassi   | 624    |
| 3 | Tony Kanaan      | Andretti-Green | 576    |

#### 24 Horas de Le Mans
16 e 17 de Junho - França
|   | pilotos                                                | equipe          | voltas |
| 1 | Emanuele Pirro Frank Biela Marco Werner                | Audi R10        | 369    |
| 2 | Pedro Lamy Stephane Sarrazin Sebastien Bourdais        | Peugeot 908     | 359    |
| 3 | Emmanuel Collard Jean-Christophe Boullion Romain Dumas | Pescarolo Sport | 358    |

### Basquete

#### NBA
31 de Outubro de 2006 a 15 de Junho de 2007
|             | campeão           | placar | vice-campeão        |
| Série Final | San Antonio Spurs | 4 - 0* | Cleveland Cavaliers |

*em número de jogos

### Beisebol

#### MLB
Finais - 24 a 29 de Outubro de 2007
|              | campeão        | placar | vice-campeão     |
| World Series | Boston Red Sox | 4 - 0* | Colorado Rockies |

*em número de jogos

### Ciclismo

#### Volta da França
7 a 29 de Julho de 2007
| campeão          | tempo       |
| Alberto Contador | 91h00min26s |

### Futebol
- 20 de Maio - O futebolista brasileiro Romário marca seu milésimo gol.
- 30 de junho - É inaugurado no Rio de Janeiro o Estádio Olímpico João Havelange.
- 30 de Outubro - Anunciada a realização da XX Copa do Mundo de Futebol em 2014 no Brasil.
- 23 de Novembro - Realização, em Durban, África do Sul, do sorteio dos grupos de qualificação para o Campeonato Mundial de Futebol de 2010.

#### Copa São Paulo de Futebol Júnior
6 a 25 de Janeiro - São Paulo
|       | campeão       | vice-campeão   | placar       |
| Final | Cruzeiro (MG) | São Paulo (SP) | 1-1 (p. 6-5) |

#### Campeonatos Estaduais do Brasil
Catarinense - 17 de Janeiro a 6 de Maio
|        | campeão     | vice-campeão | 1º j | 2º j | Total |
| Finais | Chapecoense | Criciúma     | 1-0  | 2-2  | (3-2) |

 Gaúcho - 20 de Janeiro a 6 de Maio
|        | campeão | vice-campeão | 1º j | 2º j | Total |
| Finais | Grêmio  | Juventude    | 3-3  | 4-1  | (7-4) |

 Mineiro - 21 de Janeiro a 6 de Maio
|        | campeão     | vice-campeão | 1º j | 2º j | Total |
| Finais | Atlético-MG | Cruzeiro     | 4-0  | 0-2  | (4-2) |

 Paranaense - 14 de Janeiro a 6 de Maio
|        | campeão   | vice-campeão | 1º j | 2º j | Total |
| Finais | Paranavaí | Paraná Clube | 0-0  | 1-0  | (1-0) |

 Paulista - 17 de Janeiro a 6 de Maio
|          | campeão       | vice-campeão | 1º j | 2º j | Total |
| Paulista | Santos        | São Caetano  | 0-2  | 2-0  | (2-2) |
| Interior | Guaratinguetá | Noroeste     | 1-1  | 1-0  | (2-1) |

 Pernambucano - 13 de Janeiro a 11 de Abril
|           | campeão | placar | vice-campeão |
| 7ª Rodada | Sport   | 2 - 0  | Náutico      |

 Potiguar - 21 de Janeiro a 29 de Abril
|        | campeão | vice-campeão     | 1º j | 2º j | Total |
| Finais | ABC     | América de Natal | 1-1  | 5-2  | (6-3) |

#### Campeonatos Nacionais
| País       | campeão           | pontos |
| Alemanha   | Stuttgart         | 70     |
| Brasil     | São Paulo         | 77     |
| Espanha    | Real Madrid       | 76     |
| França     | Lyon              | 81     |
| Grécia     | Olympiakos        | 70     |
| Holanda    | PSV Eindhoven     | 75     |
| Inglaterra | Manchester United | 89     |
| Itália     | Internazionale    | 97     |
| Portugal   | FC Porto          | 69     |
| Turquia    | Fenerbahçe        | 59     |

#### Copa da Uefa
3 de Julho de 2006 a 16 de Maio de 2007
|       | campeão | placar | vice-campeão |
| Final | Sevilla | 2 - 2* | Espanyol     |

*1-1 prorrogação - **3-1 pênaltis

#### Liga dos Campeões da UEFA
11 de Julho de 2006 a 23 de Maio de 2007
|       | campeão | placar | vice-campeão |
| Final | Milan   | 2 - 1  | Liverpool    |

#### Copa do Brasil
14 de Fevereiro a 6 de Junho
|        | campeão         | vice-campeão     | 1º j | 2º j | Total |
| Finais | Fluminense (RJ) | Figueirense (SC) | 1-1  | 1-0  | (2-1) |

#### Recopa Sul-americana
31 de Maio e 7 de Junho
|        | campeão       | vice-campeão | 1º j | 2º j | Total |
| Finais | Internacional | Pachuca      | 1-2  | 4-0  | (5-2) |

#### Copa Libertadores da América
13 de Fevereiro e 20 de Junho
|        | campeão      | vice-campeão | 1º j | 2º j | Total |
| Finais | Boca Juniors | Grêmio       | 3-0  | 2-0  | (5-0) |

#### Copa Ouro
6 a 24 de Junho
|       | campeão        | placar | vice-campeão |
| Final | Estados Unidos | 2 - 1  | México       |

#### Copa América
26 de Junho a 15 de Julho - Venezuela
|       | campeão | placar | vice-campeão |
| Final | Brasil  | 3 - 0  | Argentina    |

#### Supercopa Européia
31 de Agosto - Mônaco
|       | campeão | placar | vice-campeão |
| Final | Milan   | 3 - 1  | Sevilla      |

#### Copa Sul-Americana
31 de Julho a 5 de Dezembro
|        | campeão | vice-campeão | 1º j | 2º j | Total  |
| Finais | Arsenal | Club América | 3-2  | 1-2  | (4-4*) |

 *O Arsenal sagrou-se campeão devido ao gol marcado como visitante

#### Mundial de Clubes da Fifa
7 a 16 de Dezembro - Japão
|       | campeão | placar | vice-campeão |
| Final | Milan   | 4 - 2  | Boca Juniors |

### Futebol Americano

#### Super Bowl
4 de Fevereiro - Miami
|              | Times              | 1  | 2  | 3 | 4 | F  |
| Campeão      | Indianápolis Colts | 6  | 10 | 6 | 7 | 29 |
| Vice-Campeão | Chicago Bears      | 14 | 0  | 3 | 0 | 17 |

### Golfe

#### Masters
5 a 8 de Abril - Augusta, Georgia
|         | Jogador      | 1  | 2  | 3  | 4  | Total | Par |
| Campeão | Zach Johnson | 71 | 73 | 76 | 69 | 289   | +1  |

#### U.S. Open
14 a 17 de Junho
|         | Jogador       | 1  | 2  | 3  | 4  | Total | Par |
| Campeão | Angel Cabrera | 69 | 71 | 76 | 69 | 285   | +5  |

#### British Open
16 a 22 de Julho
|         | Jogador            | 1  | 2  | 3  | 4  | Total | Par |
| Campeão | Pádraig Harrington | 69 | 73 | 68 | 67 | 277   | -7  |

#### PGA Championship
9 a 12 de Agosto
|         | Jogador     | 1  | 2  | 3  | 4  | Total | Par |
| Campeão | Tiger Woods | 71 | 63 | 69 | 69 | 272   | -8  |

### Rugby

#### Copa do Mundo
7 de Setembro a 20 de Outubro - França
| campeão       | vice-campeão | placar |
| África do Sul | Inglaterra   | 15-6   |

### Tênis

#### Aberto da Austrália
15 a 28 de Janeiro - Melbourne
|           | campeão         | vice-campeão      | placar            |
| Feminino  | Serena Williams | Maria Sharapova   | 6-1, 6-2          |
| Masculino | Roger Federer   | Fernando González | 7-6 (2), 6-4, 6-4 |

#### Roland Garros
27 de Maio a 10 de Junho - Paris
|           | campeão       | vice-campeão  | placar             |
| Feminino  | Justine Henin | Ana Ivanovic  | 6-1, 6-2           |
| Masculino | Rafael Nadal  | Roger Federer | 6-3, 4-6, 6-3, 6-4 |

#### Torneio de Wimbledon
25 de Junho a 8 de Julho - Londres
|           | campeão        | vice-campeão   | placar                  |
| Feminino  | Venus Williams | Marion Bartoli | 6-4, 6-1                |
| Masculino | Roger Federer  | Rafael Nadal   | 7-6, 4-6, 7-6, 2-6, 6-2 |

#### US Open
27 de Agosto a 10 de Setembro - Nova York
|           | campeão       | vice-campeão        | placar                     |
| Feminino  | Justine Henin | Svetlana Kuznetsova | 6-1, 6-3                   |
| Masculino | Roger Federer | Novak Djokovic      | 7-6 (7-4), 7-6 (7-2) e 6-4 |

#### Masters de Indian Wells
|           | campeão      | vice-campeão  | placar   |
| Masculino | Rafael Nadal | Novak Đoković | 6-2, 7-5 |

### Turfe

#### Kentucky Derby
5 de Maio - Louisville
| campeão      | jockey       | tempo     |
| Street Sense | Calvin Borel | 2min02s17 |

#### GP São Paulo
20 de Maio - São Paulo
| campeão    | jockey           | tempo     |
| Quick Road | Marcello Cardoso | 2min32s18 |

### Vela

#### America´s Cup
23 de Junho a 4 de Julho - Espanha
| campeão | vice-campeão | resultado |
| Alinghi | New Zeland   | 5-2       |

## Nascimentos
| Data          | Nome            | Profissão           | Nacionalidade | Observações | Ref |
| ------------- | --------------- | ------------------- | ------------- | ----------- | --- |
| 22 de janeiro | Pau Cubarsí     | futebolista         | Espanha       |             |     |
| 8 de março    | Raicca Ventura  | skatista            | Brasil        |             |     |
| 28 de março   | Quan Hongchan   | saltadora           | China         |             |     |
| 24 de abril   | Estêvão Willian | futebolista         | Brasil        |             |     |
| 5 de maio     | Rodrigo Mora    | futebolista         | Portugal      |             |     |
| 4 de junho    | Sabrina Voinea  | ginasta             | Roménia       |             |     |
| 13 de junho   | Rhys Darbey     | nadador paralímpico | Reino Unido   |             |     |
| 13 de julho   | Lamine Yamal    | futebolista         | Espanha       |             |     |

## Mortes
| Data            | Nome                                    | Profissão             | Nacionalidade  | Observações | Ref   |
| --------------- | --------------------------------------- | --------------------- | -------------- | ----------- | ----- |
| 1 de janeiro    | Darrent Williams                        | futebolista-americano | Estados Unidos | n. 1982     | [ 2 ] |
| 4 de janeiro    | Daniel Bennett                          | ciclista              | Austrália      | n. 1984     | [ 3 ] |
| 27 de janeiro   | Yelena Romanova                         | corredora             | Rússia         | n.1963      |       |
| 5 de fevereiro  | Masao Takemoto                          | ginasta               | Japão          | n. 1919     |       |
| 24 de fevereiro | Damien Nash                             | futebolista-americano | Estados Unidos | n. 1982     |       |
| 8 de maio       | Diego Corrales                          | pugilista             | Estados Unidos | n.1977      | [ 4 ] |
| 8 de julho      | Carlos Adriano de Jesus Soares (Alemão) | futebolista           | Brasil         | n. 1984     | [ 5 ] |
| 28 de agosto    | Antonio Puerta                          | futebolista           | Espanha        | n. 1984     | [ 6 ] |
| 7 de outubro    | Norifumi Abe                            | motociclista          | Japão          | n. 1975     | [ 7 ] |
| 9 de dezembro   | Rafael Sperafico                        | automobilista         | Brasil         | n.1980      |       |